# Рейнбот, Фёдор Антонович
Фёдор Антонович Рейнбот (нем. Friedrich Rheinbott; 1809—1889) — русский писатель, популяризатор технических знаний; чиновник Министерства финансов.

## Биография
Родился 11 (23) октября 1809 года в Санкт-Петербурге в дворянской семье; отец Антон фон Рейнбот (1782—1823) — врач, выслуживший чин действительного статского советника; мать Екатерина, урождённая фон Энден (1793—1865)
После окончания со 2-й серебряной медалью пансиона при Царскосельском лицее, в сентябре 1827 года он определился в Министерство финансов, где и прослужил до самой своей смерти: в Почтовом департаменте с 1855 года; затем чиновником особых поручений при министре.
С 12 марта 1844 года — статский советник, с 12 апреля 1859 года — действительный статский советник; был награждён орденами: Св. Анны 2-й ст. с императорской короной (1856), Св. Владимира 3-й ст. (1864), Св. Станислава 1-й ст. (1876).
Широкую известность он приобрёл в сфере технической деятельности, к которой имел склонность. Рейнбот составил ряд серьёзных работ в области технической литературы, которые и завоевали ему вполне заслуженную известность, как искусного популяризатора и хорошо изучившего свой предмет специалиста. Многие его работы выдержали по нескольку изданий, в их числе: «Об устройстве американских мельниц и способ приготовления на них муки» (СПб., 1838); перевод сочинения Поппе «Общая и частичная технология» (СПб., 1844); «Словарь немецко-русских технических слов по фабричным, мануфактурным и заводским производствам, постройкам железных дорог, химии и минералогии» (СПб., 1885); «Геометрическое линейное черчение» (СПб., 1842); «Начертания технологии» Гермштедта (СПб., 1838—1839, в 2-х частях). Ф. А. Рейнбот является автором многих статей, напечатанных в разных журналах. Увлекаясь техническими вопросами, он популяризировал технические знания и когда возникла мысль об устройстве детского технического музея в Соляном городке, он принял в этом деле ближайшее участие: собранные им богатые коллекции, составленные из материалов в разных видах их обработки, он пожертвовал частью в пользу музея, а частью в пользу некоторых женских учебных заведений.
Умер 24 января (5 февраля) 1889 года. Похоронен на кладбище села Мурина.

## Семья
Был женат на Евгении Ивановне Кубасовой. Их дети:
- Евгений (1847—1895)
- Виктор (1849—1908)
- Николай (1852—?)